# Gabriele Maria Allegra
Gabriele Maria Allegra OFM (* 26. Dezember 1907 in San Giovanni la Punta; † 26. Januar 1976 in Hongkong) war ein Mitglied des Franziskanerordens, Priester und Bibelwissenschafter. Er übersetzte die gesamte Bibel ins Chinesische. In der römisch-katholischen Kirche wird er seit 2012 als Seliger verehrt, sein liturgisches Gedächtnis wird am 26. Januar begangen.

## Biographie
Allegra wurde als erstes von neun Kindern einer religiösen Bauernfamilie in San Giovanni La Punta am Fuße des Ätna geboren und auf den Namen Giovanni getauft. Mit elf Jahren besuchte er das Collegium Seraphicum, das Gymnasium mit Internat der Franziskaner in der nahen Bischofsstadt Acireale. Am 13. Oktober 1923 trat er in den Franziskanerorden ein und erhielt den Ordensnamen Gabriele Maria. Das Noviziat absolvierte er in Bronte. Nach dem Abitur begann er ein Studium an der Päpstlichen Hochschule S. Antonio (Collegium Sancti Antonii Patavini in Urbe) in Rom. Anlässlich der Gedenkfeiern zum 600. Todestag des ersten Bischofs von Peking, des Franziskaners Giovanni da Montecorvino (1247 – 1328), fasste er den Entschluss zu seinem Lebensprojekt: als Missionar nach China zu gehen und die Bibel ins Chinesische zu übersetzen. Am 25. Juli 1929 legte er die feierliche Profess ab, am 20. Juli 1930 wurde er zum Priester geweiht und kam ein Jahr später zum ersten Mal nach China. Schon nach einem halben Jahr beherrschte er die Sprache so gut, dass er in der Pfarrei der Franziskaner in Heng Yang (Provinz Hunan) in der Seelsorge mitwirken konnte. 1935 begann er die Übersetzung der Bibel, und schon 1939 hatte er die ersten 10 Bücher übersetzt. Dabei bezog er auch die Erkenntnisse der modernen, insbesondere deutschen Exegese, in seine Arbeit ein. Um sich Geist und Kultur Chinas besser anzueignen, umgab er sich mit einem Kreis chinesischer Intellektueller und Literaten, mit denen er sich in der Übersetzung chinesischer Klassiker übte und sich in die chinesische Philosophie vertiefte.

### Heikle Vermittlungen
Die Zeit von Mai 1939 bis April 1941 verbrachte er aus gesundheitlichen Gründen in seiner Heimat; den Aufenthalt nutze er auch zur Vertiefung seiner Studien. Am 27. Mai 1940 erhielt er von seiner römischen Hochschule den Grad eines Lector Generalis (Lehrbefugnis für alle Fächer der Theologie), und Anfang 1941 kehrte über Portugal, die Vereinigten Staaten und Japan nach China zurück, wo er sich, jetzt in Peking, ganz seiner Übersetzertätigkeit widmen konnte. Zwischen 1942 und 1945 führte er im Auftrag des Apostolischen Delegaten für China, Erzbischof Mario Zanin (1890–1958), mehrere Gespräche mit dem renommierten Paläontologen und Jesuiten Pierre Teilhard de Chardin über Grenzfragen von Wissenschaft und Theologie. Teilhard befand sich für seine wissenschaftlichen Forschungen seit über zwanzig Jahren in China und hatte gerade sein Hauptwerk „Der Mensch im Kosmos“ vollendet, für das er aber von seinem Orden keine Publikationserlaubnis erhalten hatte. Zanin hatte sich durch P. Allegra ein fundiertes Urteil darüber bilden wollen. In seinen Gesprächen mit Teilhard, die er auch in einem Buch dokumentierte, stützte sich P. Allegra auf den Franziskanertheologen Johannes Duns Scotus (1265 -1308), dessen Werk er gut kannte. In den letzten Kriegswochen wurde er von General Hidaka, dem Kommandanten der japanischen Besatzung in China, im Namen des japanischen Ministerpräsidenten Konoe Fumimaro gebeten, er möge den Papst um seine Hilfe zur Erreichung eines ehrenvollen Friedens zwischen Japan und Amerika ersuchen. Dies geschah auch mit Wissen der amerikanischen Seite. Zusammen mit Mario Zanin schickte er eine entsprechende Nachricht an den Vatikan. Der Versuch schlug jedoch, wie Hidaka andeutete, aufgrund der Uneinigkeit auf japanischer Seite fehl.

### Die Bibelübersetzung erscheint
Im Mai 1945 beendete er die vollständige Übersetzung des Alten Testamentes. 1947 gründete er nach jahrelanger Vorbereitung das Chinesische Bibelinstitut, das der katholischen Universität Peking angeschlossen wurde. Nach der Machtübernahme durch die kommunistische Partei war die Fortsetzung der Arbeit in Peking unmöglich, und 1948 übersiedelte P. Allegra mit dem Institut nach Hongkong. Am 30. September 1949 erhielt er in einer Privataudienz bei Papst Pius XII. dessen persönliche Zusage für den Ankauf eines geeigneten Gebäudes, wo er in Teamarbeit mit mehreren hauptsächlich chinesischen Franziskanern an der Übersetzung weiterarbeitete. Die Wochenenden und Ferien verbrachte er bei den Aussätzigen in Macau.
1954 kam eine neue, jetzt kommentierte Übersetzung des Alten Testamentes in acht Bänden heraus. Am 18. November 1955 erhielt er das Ehrendoktorat der Päpstlichen Hochschule S. Antonio in Rom. Am 3. November 1960 wurde er von Papst Johannes XXIII. empfangen. Weihnachten 1968 erschien die Ausgabe der Übersetzung in einem Band, die „Weihnachtsbibel“. Es war die erste vollständige katholische Bibelübersetzung, die für ihre sprachliche Qualität von vielen Seiten Lob erhielt. Parallel zur Bibelarbeit gründete und leitete er kurzzeitig ein Institut für Christliche Soziallehre in Singapur (1961–1963). Die Ermutigung dafür hatte er, bei seinem Besuch in Rom 1955, vom Gründervater der italienischen Christdemokraten Don Luigi Sturzo (1871–1959), wie er ein Sizilianer, erhalten. Ein letzter, lange gehegter Wunschtraum war die Verwirklichung eines chinesischen Bibellexikons, für das er umfangreiche Artikel zu den Dialogthemen Konfuzianismus, Buddhismus, Daoismus und Bibel erarbeiten ließ.

### Maria Valtorta
Aufsehen erregte die positive Stellungnahme von P. Allegra zum Werk der als Seherin und Mystikerin betrachteten  Maria Valtorta (1897–1961), die ihre Visionen zum Leben Jesu in mehreren Bänden aufgezeichnet hatte. Er, der von seinem Mitbruder P. Fortunato Margiotto auf sie aufmerksam gemacht worden war, war beeindruckt von der plastischen Schilderung von Land und Leuten der Zeit Jesu,  der Gespräche Jesu mit seiner Mutter und den Aposteln. Er stellte sie den Visionen der Anna Katharina Emmerick (1774–1824) und Maria von Ágreda (1602 – 1665) an die Seite. Als Privatoffenbarung haben die Bände keine verbindliche Bedeutung für den Glauben, aber nach Meinung von Allegra helfen sie den Gläubigen in der Frömmigkeit und Liebe zu Jesus zu wachsen.
Eine intensive Vortrags- und Exerzitientätigkeit in Asien und Europa verzehrte seine Kräfte, im April 1975 erlebte er noch das Erscheinen seines Bibellexikons. Am 26. Januar 1976 starb er in Hongkong.

## Seligsprechung
1984 wurde in Hongkong der Diözesanprozess zu seiner Seligsprechung eröffnet. Am 17. Mai 1986 wurden seine sterblichen Überreste in eine Kapelle der Franziskanerkirche San Biagio in Acireale übertragen. Am 15. Dezember 1994 erklärte Papst Johannes Paul II. den heroischen Tugendgrad von P. Allegra, am 22. April 2003 erfolgte die Anerkennung eines seiner Fürbitte zugeschriebenen  Wunders. Am 29. September 2012 wurde in Acireale mit Zustimmung von Papst Benedikt XVI. die feierliche Seligsprechung begangen.

## Publikationen

### Autobiografisch
- Memorie autobiographiche del P. Gabriele M. Allegra O.F.M. Missionario in Cina, hrsg. von Serafino Gozzo, Roma 1986.
- Scintille dantesche. Antologia dai diari, hrsg. von Anna Maria Chiavacci Leonardi und Francesca Santi, Bologna 2011.

### Schriften
- Il primato di Cristo in San Paolo e Duns Scoto. Le mie conversazioni con Teilhard de Chardin. Edizioni Porziuncola, Assisi 2011.
- Mary’s Immaculate Heart: A way to God. Franciscan Herald Press, Chicago 1985.
- Dante in Cina ossia studio su le versioni del sacro poema e delle liriche dantesche in cinese, in: Marco Polo, Shanghai (apr. 1942), 1–11.
- La version chinoise de la Sainte Bible, in: Neue Zeitschrift für Missionswissenschaft 3 (1947), 286–289.
- De studio biblico franciscano, in: Studii Biblici Franciscani, Liber Annuus III (1952/53), Jerusalem, 185–218.
- Art. Chinesisch, in: Moderne Bibelübersetzungen (Hg. Josef Schmid), 1954, 41–43.
- Messaggio sociale del Vangelo alla Cina, in: Vita e Pensiero (Milano) 39 (1956), 551–560.
- Translation of the Scriptures into Chinese, in: World Mission 4, New York 1961, 97–105.
- Eins in der Liebe zur Bibel, in: Die Franziskanermissionen 49 (1965), 2-3.
- The universality and actuality of Dantes message (= Commemoratio for the 7th Centenary of his Birth), in: Oriental Studies Hong Kong University, 1965, 1–36.
- The Chinese version of the Holy Bible of Studium Biblicum O.F.M. Hongkong, in: Teaching all Nations, July 1965, 345–353.
- De Doctrina Joannis Duns Scoti, in: Acta Congressus Scotistici Internationalis Oxonii et Edimburgi 1966 celebrati, vol. III, Roma 1968, 219–257.
- La Sutra del Messia, in: Rivista Biblica (Paideia Brescia) 21 (1973), 165–168.
- Lo Studio Biblico Francescano in Cinese, in: La Sacra Scrittura e i Francescani, Roma-Jerusalem, Ed. Antonianum 1973, 211–219.
- Due testi nestoriani cinesi, in: Euntes docete 26 (1974), 300–319.
- Quid cira cosmoniam sinicam erui possit ex poëmate (= Quaestiones celeste, a Chü Yüan composito), in: Studii Biblici Franciscani, Liber Annuus 24 (1974), 70–93.
- De Lexico biblico sinico, in: Studii Biblici Francescani, Liber Annuus XXV (1975), Jerusalem 269–277.

### Übersetzungen
- Incontro al dolore (Li Sao), Poema di Chü Yüan, tradotto e annotato in: Marco Polo, Shanghai, A.B.C. Press, 1938, 1–29; I-XCIII, 1–26.
- I nove canti, Poema II delle rapsodie di Chi yÜan, tradotto e annotato in: Marco Polo, anno III, nn. 9/10, Shanghai genn. 2941, 1–36.
- Le domande celesti, Poema III delle rapsodie di Chi Yüan, tradotoo in: Marco Polo, anno IV, n. 13, Shanghai 1942, 1–18; anno IV, n. 14, genn. 1943, 1–24; anno IV, n. 15, apr. 1943, 1–30.
- Le nove elegie di Chü Yüan, tradotto da Gilla Lebrera (Pseudonym von Gabriele Allegra), Sassoferrato (La Pace), 1952.